# Ді-Пеєр (Міссурі)
Ді-Пеєр (англ. Des Peres) — місто (англ. city) в США, в окрузі Сент-Луїс штату Міссурі. Населення — 9193 особи (2020).

## Географія
Ді-Пеєр розташоване за координатами 38°35′50″ пн. ш. 90°26′53″ зх. д. / 38.59722° пн. ш. 90.44806° зх. д. (38.597237, -90.448114).  За даними Бюро перепису населення США в 2010 році місто мало площу 11,19 км², уся площа — суходіл.

## Демографія
Згідно з переписом 2010 року, у місті мешкали 8373 особи в 3051 домогосподарстві у складі 2474 родин. Густота населення становила 748 осіб/км².  Було 3155 помешкань (282/км²).
Расовий склад населення:
| - 94,3 % — білих - 3,1 % — азіатів - 0,9 % — чорних або афроамериканців - 0,2 % — корінних американців |

До двох чи більше рас належало 1,2 %. Частка іспаномовних становила 1,3 % від усіх жителів.
За віковим діапазоном населення розподілялося таким чином: 26,2 % — особи молодші 18 років, 56,6 % — особи у віці 18—64 років, 17,2 % — особи у віці 65 років та старші. Медіана віку мешканця становила 45,9 року. На 100 осіб жіночої статі у місті припадало 94,2 чоловіків;  на 100 жінок у віці від 18 років та старших — 93,4 чоловіків також старших 18 років.
Середній дохід на одне домашнє господарство  становив 153 350 доларів США (медіана — 117 109), а середній дохід на одну сім'ю — 164 425 доларів (медіана — 125 885). Медіана доходів становила 90 466 доларів для чоловіків та 61 948 доларів для жінок. За межею бідності перебувало 2,1 % осіб, у тому числі 2,2 % дітей у віці до 18 років та 0,0 % осіб у віці 65 років та старших.
Цивільне працевлаштоване населення становило 4465 осіб. Основні галузі зайнятості: освіта, охорона здоров'я та соціальна допомога — 26,5 %, науковці, спеціалісти, менеджери — 12,7 %, роздрібна торгівля — 11,2 %, фінанси, страхування та нерухомість — 9,9 %.